# 菲利普·康迪特
菲利普·默里·康迪特（英語：Philip Murray Condit，1941年8月2日—），曾是波音公司董事长、首席执行官。

## 生平
1941年，出生。
1963年，获得加州大学机械工程学士。
1965年，获普林斯顿大学航空工程硕士学位。
1968年，任波音公司747工程师。
1976年，任707、727、737项目管理总监。
1978年，任757首席工程师。
1981年，任757工程总监。
1984年，为波音商用飞机副总裁。
1986年，任777事业部总经理。
1996年，任波音公司董事长兼首席执行官。
2003年，引咎辞职。